# Jules Bourcier
Jules Bourcier född 1797, död 9 mars 1873 i Paris, var en fransk ornitolog.
Bourcier var expert på kolibrier och namngav ett flertal nya arter, antingen ensam eller tillsammans med andra ornitologer, exempelvis Adolphe Delattre och Martial Etienne Mulsant.
Bourcier var Frankrikes konsul i Ecuador från 1849 till 1850.